# Euxoa astfaelleri
Euxoa astfaelleri är en fjärilsart som beskrevs av Corti 1925. Euxoa astfaelleri ingår i släktet Euxoa och familjen nattflyn. Inga underarter finns listade i Catalogue of Life.